# Johannes Lutsch
Johannes Lutsch (auch Johann Lutsch; * 28. April 1607 in Hermannstadt; † 17. November 1661 in Konstantinopel) war ein siebenbürgischer Politiker. Er war Graf der sächsischen Ständenation in Siebenbürgen.

## Leben

### Ausbildung und politische Laufbahn
Lutsch stammte aus einer Patrizier- und Unternehmerfamilie. Sein Vater war der Stadtrat Michael Lutsch (1565–1632). Er besuchte mit elf Jahren das Jesuitenkolleg in Weißenburg. Nachdem er von 1620 bis 1622 das unitarische Kollegium in Klausenburg besucht hatte, vollendete er bis 1625 das Hermannstädter Gymnasium. Anschließend ging er auf eine längere Reise durch die deutschen Länder. Über Wien, Linz, Augsburg und Ulm kam er nach Tübingen. Noch 1625 wurde er an der dortigen Universität immatrikuliert. Am Ende des Jahres zog er weiter. Er ging an die Universität Straßburg, an der er, auch durch die Unterstützung von Johann Schmidt, zwei Jahre studieren konnte. Danach ging er für ein halbes Jahr an die Universität Marburg, bevor er über Nürnberg, Regensburg, Linz und Wien nach Siebenbürgen zurückkehrte. Am 3. Juni 1628 traf er wieder in Hermannstadt ein.
Lutsch wurde 1632 Stadtrat in Hermannstadt, 1643 als Stadthann einer der beiden obersten Beamten der Stadt, 1648 Bürgermeister und schließlich 1650 Königsrichter und Graf der sächsischen Nation und damit oberster Vertreter der Sächsische Nationsuniversität in Siebenbürgen.

### Geiselhaft und Tod
Lutschs Amtszeit fiel in die Amtszeit von Georg II. Rákóczi. Dieser verkannte die eigenen Möglichkeiten und verstrickte sich zunehmend in außenpolitische Konflikte. Im Januar 1656 führte Lutsch daher Verhandlungen mit dem Hetman Bohdan Chmelnyzkyj, die kurz darauf zum siebenbürgisch-kosakischen Bündnis führten. Auch musste er den Fürsten im Winter 1656/1657 im Zweiten Nordischen Krieg beim Feldzug gegen Polen begleiten, in dem die siebenbürgische Armee an der Seite Schwenden überwiegend unterging.
In der Folge wurde Siebenbürgen von den Tataren und den Osmanen überfallen und verwüstet. Es kam zu Zerstörungen und Menschenhandel. Die Osmanen belegten die Siebenbürgen mit einer Strafe von 500.000 Talern. Um die Strafsumme herunterzuhandeln, wurde am 18. August 1658 von den Landständen eine Delegation von drei Vertretern nach Konstantinopel entsendet. Dort konnten die Vertreter, zu denen auch Lutsch gehörte, ihr Anliegen jedoch nicht anbringen, sondern wurden als Geiseln genommen, bis die Strafsumme bezahlt würde. Verhandlungen führten dazu, dass die Geiseln entlassen werden sollten, doch bereits zuvor starb Lutsch 1661 in Konstantinopel an der Pest.

## Werk
- Diarium dessen in dem Herrn ruhenden N. V. W. W. Herrn Johannes Lutsch, vormals gewesenen treuen Königsrichter unserer Hauptstadt Hermannstadt, so aus seinen eigenen Manuscriptis von Worten zu Worten herausgegeben 1607–1661. In: Deutsche Fundgruben zur Geschichte Siebenbürgens. Klausenburg, 1839, Band I, S. 281–336.